# ヒューム主義
ヒューム主義（ひゅーむしゅぎ、英: Humeanism）とは、デイヴィッド・ヒュームの哲学及び彼によって着想を得た思想の伝統を指す。ヒュームは、影響力のあった18世紀のスコットランドの哲学者で、哲学の様々な分野に適用した経験的アプローチで広く知られている。科学哲学においては、「因果関係の規則性理論」の発展で注目され、これは最も強い形式では、因果関係とは特定のタイプの事象の一定の結合に過ぎず、この結合の規則性を引き起こす根底にある力は存在しないと述べている。これは、「別個の実体間に必然的な結合は存在しない」という彼の形而上学的主張と密接に関連している。ヒュームの行為理論は、行為を「精神状態と過程によって引き起こされる身体的行動」と定義し、そのための責任者である行為主体を参照する必要はない。ヒュームの実践理性理論のスローガンは「理性は...情念の奴隷である」である。これは実践理性の領域を、与えられた目的を達成するための手段に関する「道具的合理性」に限定するが、どの目的を追求するかについて理性が直接的な役割を持つことを否定する。メタ倫理学におけるヒュームの立場の中心は、ヒュームの法則（is-ought区別）である。これは、自然界に関する事実を扱う「is-言明」は、何をすべきか、または何に価値があるかという道徳的または評価的主張である「ought-言明」を含意しないと述べている。心の哲学では、ヒュームは自己の束理論の発展で広く知られている。それは、自己は精神状態の束として理解されるべきであり、伝統的な概念のように、これらの状態の担い手として機能する実体としてではないと述べている。これらの立場の多くは、当初はヒュームの経験論的な見方によって動機づけられていた。それは、自分の理論を経験に基づける必要性を強調し、それを行わない対立理論を非難する。しかし、ヒューム的伝統の中の多くの哲学者たちは、これらの方法論的制約を超えて、ヒュームの思想から様々な形而上学的結論を導き出している。

## 因果性と必然性
因果性は通常、より早い事象が後の事象を引き起こす、あるいは必然化することに責任がある、二つの出来事の間の関係として理解される。ヒュームの因果性に関する説明は影響力があった。彼の最初の問いは、因果関係をどのように分類するかである。彼の見解では、それらは「観念の関係」または「事実の問題」のいずれかに属する。この区別はヒュームの分岐と呼ばれる。「観念の関係」は経験から独立してアプリオリに知ることができる必然的な結合を含む。一方、「事実の問題」は、知覚と記憶を通してのみアポステリオリに知ることができる世界に関する偶然的命題に関わる。ヒュームによれば、因果関係は「事実の問題」のカテゴリーに分類される。なぜなら、それらが成り立たない可能性が考えられるからであり、必然的であれば成り立たないことはありえないはずである。ヒュームの経験論的見解では、このことは因果関係を感覚的経験に注目して研究すべきであることを意味する。この問題は、因果関係自体が決して直接的に知覚に与えられないことにある。例えば、視覚的知覚を通じて、我々は石が最初に窓の方向に投げられ、続いて窓が割れたことを知ることができるが、投げることが割れることを引き起こしたことを直接見ることはない。これはヒュームの懐疑的結論につながる：厳密に言えば、因果関係が関わっていることを我々は知らない。代わりに、非常に似た事象の連鎖を内容として持つ以前の経験に基づいて、それを単に想定するだけである。これにより、より早い事象の印象が与えられると、後の事象を期待する習慣が生まれる。形而上学的レベルでは、このような結論はしばしば、因果関係とは特定のタイプの事象の一定の結合に過ぎないという主張として解釈されてきた。これは時に「単純な因果関係の規則性理論」と呼ばれる。
密接に関連する形而上学的主張は、ヒュームの格言として知られている：「それ自体で考えると、他のいかなる対象の存在も含意するような対象は存在しない」。ジェシカ・ウィルソンは以下の現代的な定式化を提供している：「完全に別個の、内在的に型付けされた実体間には形而上学的に必然的な結合はない」。この主張を動機づけるヒュームの直観は、経験が様々な対象の特定の観念を我々に提示するが、非常に異なる観念を提示した可能性もあるというものである。つまり、木の上に鳥を知覚したとき、木のない鳥や鳥のない木を知覚したかもしれない。これは、それらの本質が互いに依存していないからである。ヒュームの追随者や解釈者たちは、時として「ヒュームの格言」を「ヒュームの因果関係理論」の形而上学的基礎として使用してきた。この見方では、強い意味での因果関係は存在し得ない。なぜなら、それは一つの出来事が他の出来事を必然化することを含意し、その可能性はヒュームの格言によって否定されるからである。
ヒュームの格言は、現代の形而上学における様々な議論で使用されてきた。例えば、法則的必然主義、つまり自然法則は必然的であり、すべての可能世界論において同じであるという見解に対する議論として使用できる。これがどのように機能するかを理解するために、塩が水の入ったカップに投げ込まれ、その後溶解する例を考えてみよう。これは2つの出来事、投げ込み出来事と溶解出来事の連続として記述できる。必然主義者は、投げ込み出来事を含むすべての可能世界には、その後の溶解出来事も含まれると主張する。しかし、この2つの出来事は別個の実体であるため、ヒュームの格言によれば、一方の出来事を他方なしに持つことは可能である。デイヴィッド・ルイスはこの思考の流れに従い、「再結合の原理」を定式化している：「あらゆるものは他のあらゆるものと共存することができる、少なくとも別個の時空的位置を占める限りにおいて。同様に、あらゆるものは他のあらゆるものと共存しないこともあり得る」。
この主張と、現実は最も基本的なレベルでは局所的な自然的性質の時空的分布以外の何物でもないという仮定を組み合わせると、これは「ヒューム的付随性」として知られる。それは、自然法則と因果関係はこの局所的な自然的性質の分布に単に付随性するだけであるとしている。さらに広い応用は、ヒュームの格言を、再結合の概念に基づいて、どの命題や世界が可能であり、どれが不可能であるかを決定する基礎的原理として使用することである。
すべての解釈者が、最後の段落で提示されたヒューム的伝統の「還元的形而上学的見解」が実際にヒューム自身の立場を反映していることに同意しているわけではない。一部は「形而上学的側面」に反対し、ヒュームの因果性に関する見解は認識論の分野内にとどまり、因果関係について知る可能性に関する懐疑的立場であると主張する。他の人々、時に「新ヒューム伝統」と呼ばれる人々は、ヒュームが懐疑的見解にもかかわらず、因果関係について強固な実在論者であったと主張し、「還元的側面」を拒否する。

## 行為理論
行為の哲学は、行為とは何か、特にその本質的特徴を決定しようとする。「行為」を「単なる行動」と区別する重要な特徴の一つは、それらが意図的であるか、「観念のもとで」導かれることである。この問題に関するヒュームの行為の分析は、推論、感覚、記憶、情熱などの心理的能力と状態の役割を強調している。彼の見解の特徴的な点は、「行為主体」に言及せずに行為を定義できることである。「行為主体性」は、信念、欲求、熟慮などの心理的状態やプロセスから生じる。一部の行為は、どの行動方針を取るかについての明示的な熟慮の結論に基づいて開始される。しかし、多くの他の行為ではそうではない。ヒュームはこれから、「意志の行為」は行為に必要な要件ではないと推論する。
ヒューム的伝統における最も著名な行為哲学者はドナルド・デイヴィッドソンである。行為主体に言及せずに行為を定義するヒュームに倣い、彼は行為とは意図によって引き起こされる身体運動であると主張する。意図自体は信念と欲の観点から説明される。例えば、電気スイッチを押す行為は、一方では、この身体運動が電気をつけることになるという行為者の信念に、他方では、光を得たいという欲求に基づいている。デイヴィッドソンによれば、行為とみなされるのは身体的行動だけでなく、それに続く結果も含まれる。つまり、スイッチを押す指の動きは行為の一部であり、電線を通る電子の動きや電球が点灯することも行為の一部である。行為者が意図していなかったにもかかわらず、一部の結果は行為に含まれる。行為者がすることが「意図的にするものとして記述できる側面を持つ」ことで十分である。つまり、例えば、電気スイッチを押すことが泥棒に警告を与えるなら、泥棒に警告を与えることは行為者の行為の一部である。
デイヴィッドソンおよび類似のヒューム的理論に対する重要な反論は、行為を意図によって「引き起こされる」身体的行動として定義する際に、「因果関係」に割り当てられる中心的役割に焦点を当てている。この問題は「気まぐれな」または「逸脱した」因果連鎖と呼ばれている。ある因果連鎖が「気まぐれ」であるのは、意図がその目標を実現させたが、非常に異常な方法でそれが起こり、例えば、行為者のスキルが計画通りに行使されない場合である。例えば、ロッククライマーが彼の下にいるクライマーを殺すために、ロープを手放すという意図を形成するとする。気まぐれな因果連鎖の例は、意図的に支えている手を開くのではなく、その意図によって最初のクライマーが非常に神経質になり、ロープが手から滑り落ち、その結果、他のクライマーが死亡するというものである。デイヴィッドソンはこの問題に取り組み、気まぐれな因果関係の事例を彼の説明から除外する。なぜなら、それらは厳密な意味での意図的行動の例ではないからである。つまり、身体的行動が行為を構成するのは、それが「正しいやり方で」意図によって引き起こされた場合のみである。しかし、この反応はその曖昧さゆえに批判されてきた。「正しいやり方」とは何かを詳述することは非常に困難であることが判明しているからである。

## 実践理性
ヒュームの実践理性理論のスローガンは「理性は...情念の奴隷である」である。これは、前もって与えられた「目的」を実現するための「手段」を見つけることが実践理性の機能であるという考えを表現している。この問題にとって重要なのは、「手段」と「目的」の区別である。「目的」は「本質的欲求」に基づいており、これは自分自身のために望まれるもの、またはそれ自体で価値のあるものについての欲求である。一方、「手段」は「道具的欲求」に基づいており、これは他のもののために何かを欲し、それによって他の欲求に依存している。つまり、この見解では、実践理性は何かを達成する方法に関するものであるが、何を達成すべきかについては関知しない。何を達成すべきかは、行為者の本質的欲求によって決定される。これは人によって大きく異なる可能性がある。なぜなら、異なる人々は非常に異なるものを望むからである。
現代哲学では、ヒュームの実践理性理論はしばしば合理性の規範の観点から理解されている。一方では、それは私たちが持つ目的のために必要な手段を採用するよう動機づけられるべきであるという主張である。それを怠ることは非合理的であろう。実践的理由の観点から表現すれば、行為者がある目的を実現する理由を持っているならば、この理由は目的から手段に伝わる、つまり、行為者はまた手段を採用するための派生的な理由も持つということである。この主張はめったに争われない。なぜなら、それはかなり直感的に思えるからである。この要件に従わないことは、外部からの判断だけでなく、行為者自身の観点からも一種の誤りである：行為者は関心がないと言い訳できない。なぜなら、彼はすでに対応する目的への欲求を持っているからである。
他方、実践理性に関する現代的なヒューム主義には、私たちの欲求だけが私たちが最初に持つ理由を決定するという主張が含まれる。つまり、浜辺で泳ぐ欲求を持つことは、行為者にそうする理由を与え、それが今度は浜辺に行く理由を彼に与える。この見解では、行為者がこの欲求を持っているかどうかは、合理的であるかどうかの問題ではない。合理性は単に、浜辺で泳ぎたい行為者がそこに行くよう動機づけられるべきであることを要求する。この主張は最も論争を呼んできた。一部の人々は、欲求はまったく理由を提供しない、または特別な場合にのみ提供すると主張している。この立場はしばしば、合理性に関する「外在主義」的見解と組み合わされる：理由は行為者の心理的状態からではなく、世界に関する客観的な事実から与えられる、例えば、客観的に最善のことから。これは、例えば、一部の欲求は悪いまたは非合理的であり、これらの根拠で批判できるという見解に反映されている。この立場では、欲求のような心理的状態は、行為者を動かす「動機づけの理由」かもしれないが、何をすべきかを決定する「規範的理由」ではない。他の人々は、欲求が関連する意味で理由を提供することを認めるが、この役割が欲求だけによって果たされることを否定する。つまり、評価的信念や熟慮などの他の心理的状態や過程も、私たちが何をすべきかを決定するかもしれない。これは、実践理性が私たちがどの目的を追求すべきかについて何かを言うという主張と組み合わせることができる、例えば、これらの他の状態に影響を与えるか、または直接欲求に影響を与えることによって。
実践理性の分野におけるヒューム主義者と反ヒューム主義者の間の一般的な論争は、道徳の地位に関するものである。反ヒューム主義者はしばしば、誰もが道徳的であるべき理由を持つと主張する。しかし、これはヒューム主義の立場と両立しないように思われる。それによれば、理由は欲求に依存し、誰もが道徳的であるという欲求を持っているわけではない。これは次のような脅威をもたらす：行為者が単に、道徳的である欲求を持っていなかったと指摘して、自分の不道徳な行為を正当化するかもしれない。この問題に対処する一つの方法は、合理性と道徳の間に明確な区別を引くことである。合理性が行為者自身の視点に基づいて何をするべきかに関わるならば、行為者が道徳的欲求を欠いている場合、不道徳に行動することは十分に合理的であるかもしれない。そのような行為は合理的に正当化されるが、それでも不道徳である。しかし、合理性と道徳の間にそのようなギャップが本当に存在するかどうかは議論の的である。

## メタ倫理学
ヒュームのメタ倫理学における立場の中心は、ヒュームの法則（is-ought区別）である。それは、自然界に関する事実を扱う「is-言明」と、何をすべきか、または何に価値があるかという道徳的または評価的主張である「ought-言明」の間には重要な違いがあるという考えに導かれている。この違いの重要な側面は、「is-言明」が「ought-言明」を含意しないということである。ヒュームによれば、これは重要である。なぜなら、このタイプの誤謬推論が哲学の歴史の中で頻繁な誤りの源であったからである。この区別に基づいて、解釈者たちはしばしば、メタ倫理学における現代的な議論に関連してヒュームに様々な関連する哲学的主張を帰している。これらの主張の一つは、認知主義と非認知主義の間の論争に関係している。認知主義者は、「ought-言明」が「真理適合的」である、つまり真であるか偽であるかのいずれかであると主張する。それらはこの意味で「is-言明」に似ているが、これは非認知主義者によって拒否される。一部の非認知主義者は、「ought-言明」が全く意味を持つことを否定しているが、より一般的なアプローチはそれらの意味を他の方法で説明することである。指令説 (哲学)者は「ought-言明」を、真理値を持つことなく意味のある指示や命令として扱う。一方、情緒主義者は、「ought-言明」は単に、承認や非難の形で話者の感情的態度を表現するだけであると主張する。認知主義と非認知主義の間の議論は、言明の意味と真理値に関する意味論的レベルに関わるものである。これは形而上学的レベルでは、何がなされるべきかという規範的事実が現実の一部であるかどうかという、実在論者が主張する、または反実在論者が争う論争として反映される。「ought-言明」が事実に関するものではないというヒュームの否定に基づき、彼は通常、反実在論者として解釈される。しかし、ヒュームの解釈者たちは、彼を反実在論者または非認知主義者として位置づけることの両方に様々な疑問を提起している。

## 自己の束理論
心の哲学において、ヒュームは自己の束理論の発展で広く知られている。彼の分析では、「自己」、「心」、「人格」という用語を互換的に使用している。彼は通常ルネ・デカルトに関連付けられる伝統的な概念、つまり心はすべての精神状態の担い手として機能する実体または非物質的な魂によって構成されているという概念を否定する。ヒュームによるこの概念批判の鍵は彼の経験論的な見方にある：そのような実体は決して私たちの経験の一部として与えられない。代わりに、内省は単に精神状態の多様さを示すだけで、これをヒュームは「知覚」と呼んでいる。ヒュームにとって、この認識論的発見は意味論 (論理学)的結論を含意する：「心」や「自己」という言葉は「精神状態の実体」を意味することはできず、「知覚の束」を意味しなければならない。これは、ヒュームによれば、言葉は観念と関連づけられ、観念は印象に基づいているからである。つまり、精神的実体の印象がなければ、私たちは対応する観念を欠いている。ヒュームの理論は、「自己」という言葉が何を意味するかという意味論的主張を超えて、自己が実際に何であるかという存在論的主張を含むものとしてしばしば解釈されている。しかし、他の人々は、これはヒュームの誤解を構成すると主張する。なぜなら、彼は自分の主張を認識論的・意味論的レベルに制限しているからである。
自己の束理論にとっての一つの問題は、自己の「統一性」をどのように説明するかである。これは通常、通時的統一性、つまり心が異なる時間で自分自身とどのように統一されているか、または時間を通じてどのように持続するかという観点から理解される。しかし、それは共時的統一性、つまり特定の一時点で、同じ主体が持つ異なる精神状態の間にどのような統一性があるかという観点からも理解できる。実体は、単なる集合とは異なり、どちらのタイプの統一性も説明できる。これが、「束」が単なる集合と同一視されない理由である。その違いは、束ねられた要素が「共存」、「共人格性」、または「共意識」としばしば呼ばれる関係によって互いに結びついていることである。ヒュームはこの関係を類似性と因果性の観点から理解しようとした。この説明によれば、二つの知覚は、それらが互いに類似しているか、互いに適切な因果関係にあるか、あるいはその両方の場合に、同じ心に属する。ヒュームのこの特定のアプローチは通常拒否されるが、束理論と両立するこの問題を解決するための様々な他の提案がある。それらには、統一性を「心理的連続性」の観点から説明したり、それを「共存関係」の原始的側面として見たりすることが含まれる